# A Palau
A Palau es el sexto álbum en directo oficial de la banda chilena Quilapayún, grabado en un concierto el 29 de enero de 2003 en el Palacio de la Música Catalana de Barcelona, España. Fue lanzado ese mismo año como álbum doble y también como DVD.
El álbum fue grabado 30 años después de la primera participación de la banda en dicha ciudad, en el Palau Blaugrana, y en él participa la cantautora española de lengua catalana Maria del Mar Bonet.
Los músicos de la banda que participaron en este disco corresponden a los de la facción francesa, que poco después se separaría formalmente de la facción chilena.

## Lista de canciones
| Disco 1 |                                               |                                           |          |  |
| N.º     | Título                                        | Música                                    | Duración |  |
| 1.      | «Plegaria a un labrador»                      | Víctor Jara, Patricio Castillo            | 3:31     |  |
| 2.      | «Yaraví y huayno»                             | tradicional, Patricio Wang                | 5:20     |  |
| 3.      | «Qué dirá el Santo Padre» (o «Julián Grimau») | Violeta Parra                             | 3:49     |  |
| 4.      | «Soy del pueblo»                              | Carlos Puebla                             | 3:51     |  |
| 5.      | «El pimiento»                                 | Víctor Jara                               | 4:13     |  |
| 6.      | «Suite Movie»                                 | Manos Hadjidakis                          | 3:21     |  |
| 7.      | «La muralla»                                  | Nicolás Guillén, Quilapayún               | 5:44     |  |
| 8.      | «Creer es ver»                                | Rodolfo Parada                            | 5:16     |  |
| 9.      | «Allende»                                     | R. Parada, Orlando Jimeno-Grendi, P. Wang | 5:02     |  |

| Disco 2 |                                     |                                         |          |  |
| N.º     | Título                              | Música                                  | Duración |  |
| 10.     | «Temporía»                          | Patricio Wang                           | 5:24     |  |
| 11.     | «Coloma blanca» (o «Paloma blanca») | Maria del Mar Bonet, Javier Mas         | 4:19     |  |
| 12.     | «Què Volen Aquesta Gent»            | Lluís Serrahima, Maria del Mar Bonet    | 3:07     |  |
| 13.     | «Statement/Fuerzas naturales»       | Vicente Huidobro, Patricio Wang         | 6:37     |  |
| 14.     | «Memento»                           | F. García Lorca, G. Becerra-Schmidt     | 2:36     |  |
| 15.     | «La Batea» (3a. versión)            | Rodolfo Parada, Hernán Gómez, Toni Taño | 4:02     |  |
| 16.     | «Malembe»                           | Quilapayún, tradicional cubana          | 5:01     |  |
| 17.     | «El pueblo unido»                   | Quilapayún, Sergio Ortega               | 3:40     |  |

## Créditos
Participaron en el proceso de grabación y edición del disco:
Músicos
- Quilapayún:
  - Rodolfo Parada: dirección artística
  - Patricio Wang: dirección musical
  - Patricio Castillo
  - Álvaro Pinto
  - Daniel Valladares
- Músicos invitados:
  - Maria del Mar Bonet
  - Marcelo Veliz, Christian Goza, Hubert Colau: percusiones

Producción
- Ermengo Mayol: auxiliar de producción y escenario
- Xavier Pintanel: asesor de producción
- Laura Magrinyà: producción
- Yanni Munujos y Alejandro Erazo: producción ejecutiva

Grabación
- Patrick Gonties y Rodrigo Fernández (asistente): sonido directo
- Antoine Lacerenza: luces
- Marcelo Morivati: grafismo
- Natalia Planas: maquillaje de Maria del Mar Bonet
- Miguel Ángel Macías: sonido de Maria del Mar Bonet
- Clara Holgado: coordinación de Maria del Mar Bonet
- Michel Lorentz, Patricio Wang y Rodolfo Parada: mezcla en Studios "Harryson", Pantin, Francia
- Xavi Puig: remasterización
- Pau Manté: técnico

Gráfica
- Xavier Pintanel: producción ejecutiva
- Carles Llopis: concepción gráfica y diseño
- Xavier Vila: fotos de portada y libreto